# Sztuczne ognie

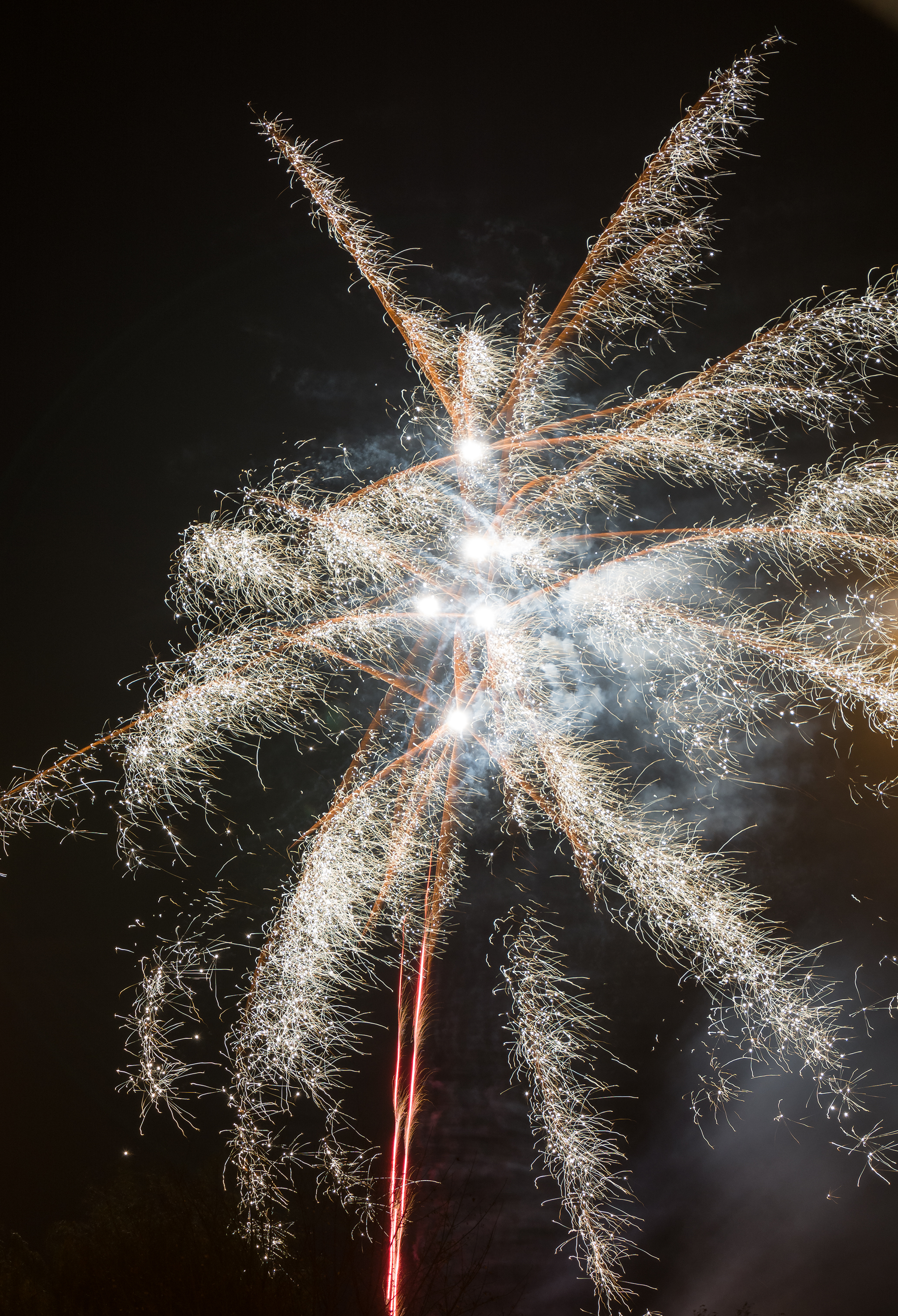
Sztuczne ognie

Sztuczne ognie (fajerwerki, od niem. Feuerwerk) – wyroby pirotechniczne wykorzystywane do celów widowiskowych i sygnalizacyjnych, po zapaleniu dające efekty świetlne i akustyczne. Obecnie największym producentem fajerwerków są Chiny.

## Historia

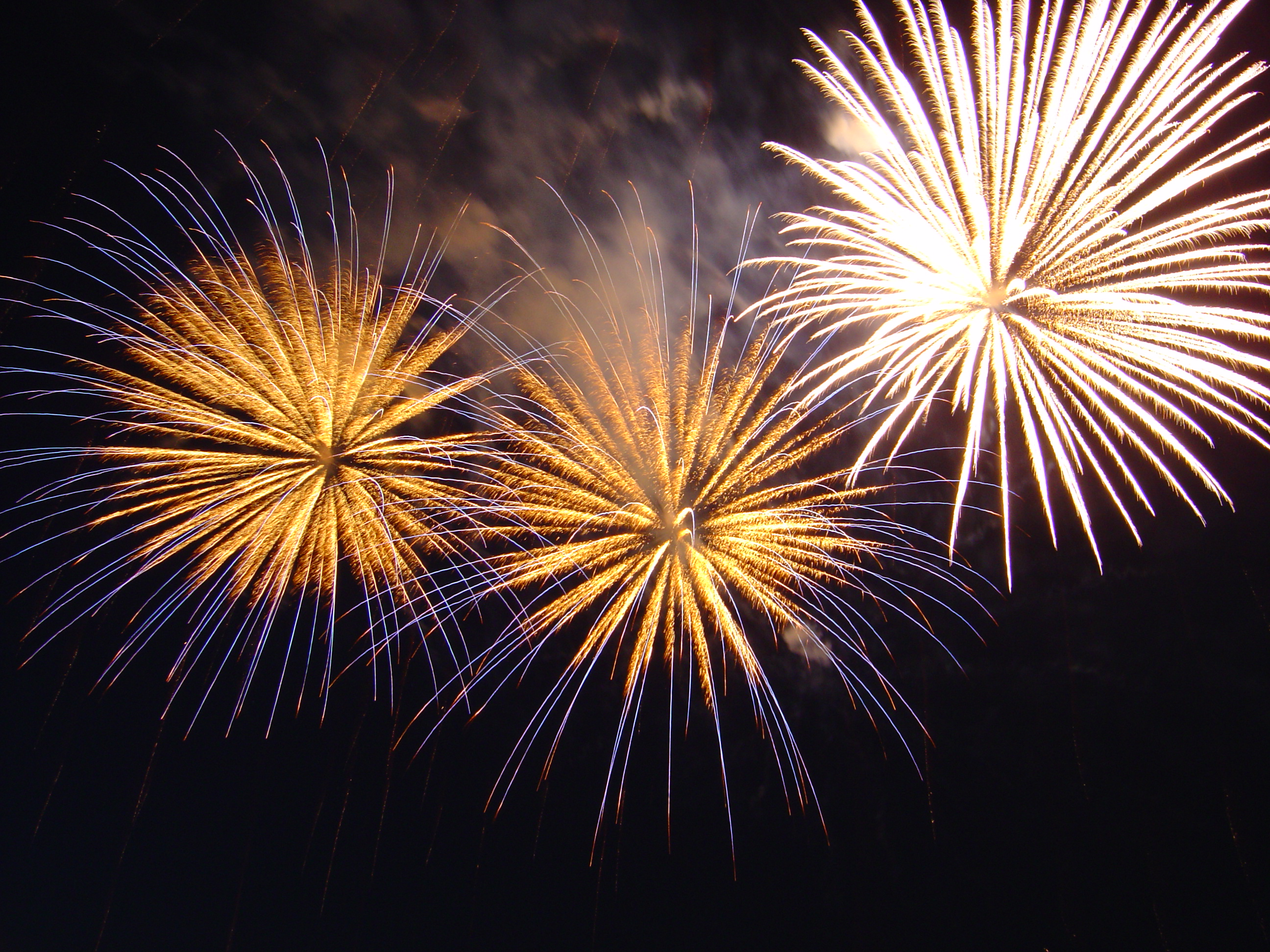
Sztuczne ognie

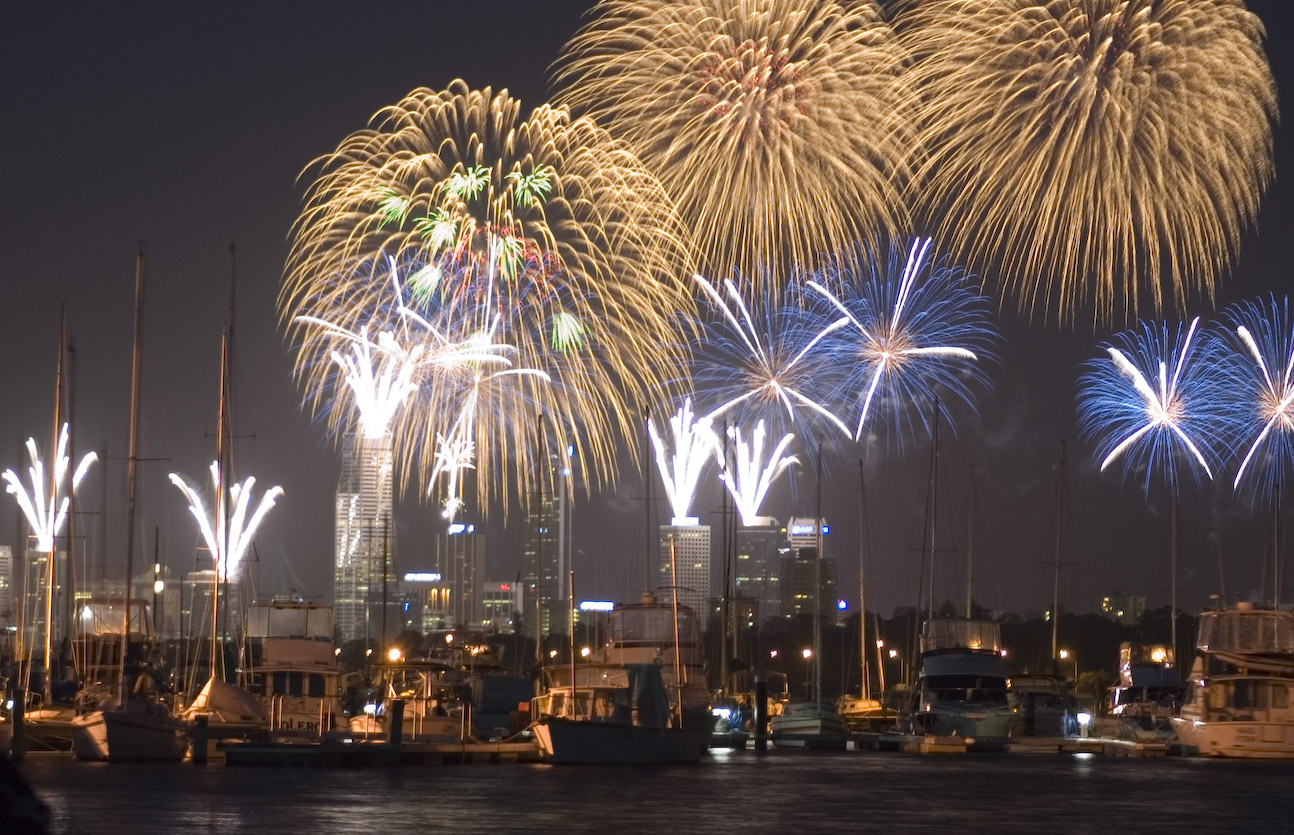
Pokazy sztucznych ogni

W czasach dynastii Han w starożytnych Chinach prażono bambusy, aby wywołać huk odstraszający złe duchy. W czasach Dynastii Południowych i Północnych (420–589 naszej ery) sztuczne ognie były również wykorzystywane podczas modlitw o pomyślność i szczęście. Fajerwerki były także stosowane w celach bojowych. Obecnie są stosowane głównie w celach widowiskowo-rozrywkowych. Często w połączeniu z pokazami laserowymi oraz muzyką elektroniczną. Pokazy sztucznych ogni są też punktem kulminacyjnym wielu imprez plenerowych przebiegających w okresie wieczorowo-nocnym, np. zabaw sylwestrowych.
Pierwsze znane pokazy sztucznych ogni zorganizowano na dworze cesarskim w Chinach w XII wieku. W zastosowanych wtedy racach użyto zwykłego prochu, stosowanego potem w Europie jako dymny proch strzelniczy. Obecnie w racach i petardach stosuje się współczesne, bardziej widowiskowe i zaawansowane technologicznie środki pirotechniczne. Do roku 1965 do odpalania rac i ładunków używano lontu pirotechnicznego, o stałym czasie spalania. Czas odpalenia kolejnych petard regulowano używając różnej długości lontu. Od 1965 do odpalania sztucznych ogni używa się elektrycznych zapłonników pozwalających na dużo lepszą ingerencję w czas odpalania oraz zwiększających bezpieczeństwo obsługi technicznej pokazów (odpalanie może odbywać się z większej odległości i nie ma niebezpieczeństwa zamoknięcia lontu).

### W Polsce

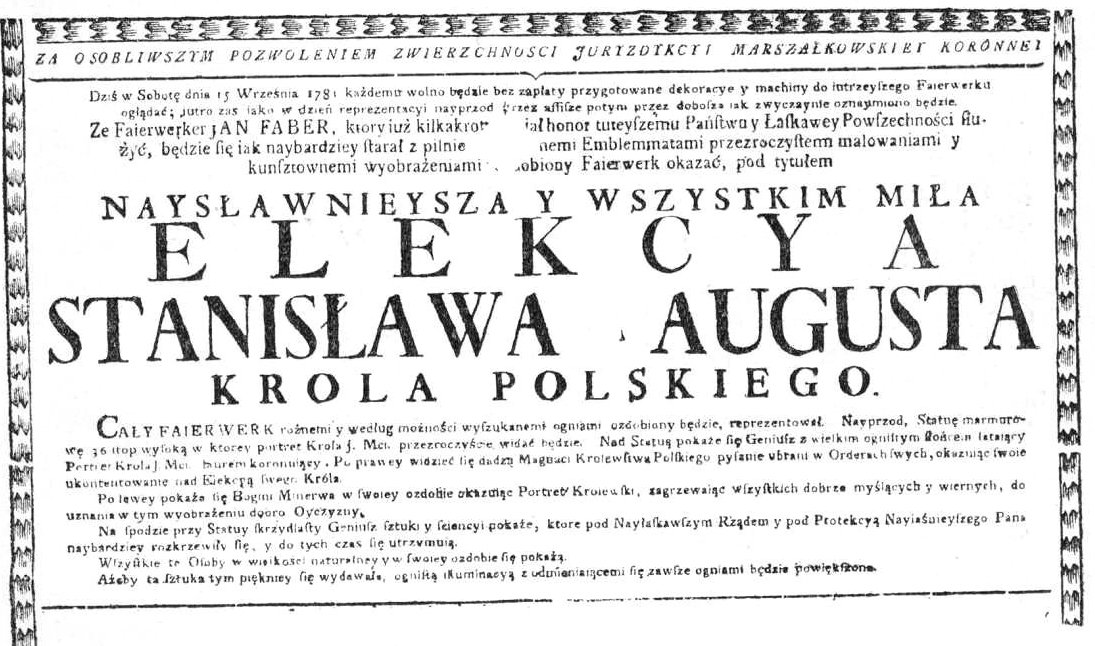
Afisz z 15 września 1781 r. zapowiadający pokaz fajerwerków na cześć elekcji króla Stanisława Augusta Poniatowskiego.

Jedno z pierwszych pisanych świadectw puszczania fajerwerków dał Łukasz Górnicki w swoich „Dziejach”. Zanotował w nich, że kiedy w 1566 roku urodził się Zygmunt III Waza „po górach nad Wilnem strzelby rozmaite, rac puszczania, insze puszkarskich przypraw ognie były zapalane”. Pokazy fajerwerków stały się bardzo popularne wśród szlachty polskiej. W XVIII wieku stanowiły niemal obowiązkową atrakcję wielu publicznych zabaw wieczornych, odbywających się na ulicy Foksal w Warszawie.
Największe pokazy sztucznych ogni miały miejsce podczas świąt państwowych: elekcji, rocznic wielkich bitew lub dla uczczenia zwycięstw. W 1683 roku w Rzeczypospolitej Obojga Narodów miało miejsce szereg uroczystości fetujących zwycięską bitwę pod Wiedniem. W Gdańsku kapitan artylerii Ernest Braun przygotował na zlecenie władz miasta fajerwerki na cześć Jana III Sobieskiego. Puszczane one były na poświęconej królowi polskiemu specjalnej uroczystości, które masowo odbywały się wówczas w Polsce i w całej Europie. Dla uświetnienia elekcji króla Stanisława Augusta Poniatowskiego 15 września 1781 odbył się pokaz fajerwerków. Pokazem fajerwerków trwającym 3 minuty uczczono także ogłoszenie niepodległości w 1918 roku.

## Efekty
Efekty świetlne powstające podczas pokazów sztucznych ogni można podzielić na 3 rodzaje:
- wybuchy kuliste
- świetliki
- eksplozje znacznikowe.

Oprócz tego producenci stosują własne nazwy w celach handlowych, kupując fajerwerki w opisach można trafić na takie nazwy:
- Chryzantema (Chrysanthemum) to efekt, który na firmamencie rysuje wzór przypominający kwiat chryzantemy, z możliwością tworzenia pojedynczych lub wielowarstwowych eksplozji, które z czasem tworzą rozchodzące się kuliste ślady.
- Palma (Palm) to imitacja rozłożystych gałęzi palmowych, które opadają w dół niczym liście, często w odcieniach zieleni lub czerwieni. Fajerwerki te mają charakterystyczny cylindryczny zapalnik i są jednymi z najpopularniejszych w naszej ofercie.
- Piwonia (Peony) to efekt przypominający eksplozję kolorowych gwiazd, które rozpryskują się w idealnie kulistym kształcie, bez pozostawiania smug, co czyni go wyjątkowym na tle innych efektów.
- Wierzba (Willow) to złote, delikatne smugi, które na niebie układają się w wzór przypominający gałęzie wierzby. Jest to efekt końcowy wielu pokazów, z długotrwałymi śladami, które pozostają widoczne aż do momentu dotarcia do ziemi.
- Wodospad (Waterfall) to powoli opadające, świecące drobiny, które na niebie tworzą iluzję spadającej wody.
- Koński ogon (Horsetail) to efekt podobny do wodospadu, ale z drobinami spadającymi w jednym kierunku, co przypomina ogon konia.
- Wznoszący się ogon (Rising Tail) to wznoszący się ogon to efekt smugi, która pojawia się wraz z wznoszeniem się kuli pirotechnicznej w górę.
- Brokat (Brocade) to spektakularna sieć migoczących srebrzystych smug, które rozświetlają niebo niczym koronkowe tkaniny. Te lśniące pasma są wyjątkowo jasne i długotrwałe, tworząc efektowne korony brokatowe.
- Stroboskop (Strobe) to efekt pulsujących świateł, które migoczą po wybuchu, tworząc spektakularne pokazy w różnych kolorach, od bieli po intensywne odcienie niebieskiego czy pomarańczowego.
- Kometa (Comet) to efekt, który tworzy za sobą długą ścieżkę iskier, przypominającą lot gwiazdy przez niebo.
- Dalia (Dahlia) to efekt podobny do chryzantemy, ale tworzący bardziej subtelne wykończenie bez smug, z mniejszą ilością rozbłysków, co czyni go rzadszym widokiem na niebie.
- Perły (Pearls) to jasne, kolorowe kule, które przemierzają niebo i delikatnie zanikają, osiągając swoją apogeum.
- Latająca ryba (Flying Fish) to efekt przypominający rój wijących się obiektów, które przemierzają powietrze, często stosowany w cichych fajerwerkach.
- Pistil to efekt, gdzie mniejsze gwiazdy są umieszczone w centrum większej eksplozji, tworząc dodatkowy, wyróżniający się wzór.
- Crossette to wariant komety, która rozdziela się na kilka mniejszych, często krzyżujących się ścieżek, tworząc barwną mozaikę na niebie.

## Kolorystyka
Kolory sztucznych ogni powstają w wyniku obecności jonów niektórych metali. Pod wpływem ciepła zostają one wzbudzone, a następnie oddają dostarczoną im energię w postaci kolorowego światła (zob. widmo emisyjne). Temperaturę, a przez to jaskrawość barw, zwiększa się dodając do soli pyłów magnezowych lub aluminiowych i uzyskując w ten sposób temperaturę nawet 2100 °C. Związki baru dają kolor zielony, sodu – żółty, strontu – czerwony, a miedzi – niebieski (zazwyczaj chlorek miedzi(II)). Purpury i fiolety powstają ze zmieszania barwy czerwonej z niebieską. Uzyskuje się więc je dodając do chlorku miedzi związki strontu w odpowiednich proporcjach lub używając dodatku potasu.
| Nazwa pierwiastka | Związek chemiczny                                        | Barwa                         |
| ----------------- | -------------------------------------------------------- | ----------------------------- |
| Stront            | chlorek strontu (SrCl 2)                                 | czerwony                      |
| Bar               | azotan baru (Ba(NO 3) 2) / inne sole baru                | zielony / białe jasne światło |
| Miedź             | chlorek miedzi(I) (CuCl) lub chlorek miedzi(II) (CuCl 2) | niebieski                     |
| Sód               | chlorek sodu (NaCl)                                      | żółty                         |
| Potas             | chloran potasu (KClO 4)                                  | fioletowy                     |
| Wapń              | azotan wapnia (Ca(NO 3) 2) lub inne sole wapnia          | pomarańczowy                  |
| Lit               | węglan litu (Li 2CO 3) lub azotan litu (LiNO 3)          | pomarańczowy/czerwony         |

## Aspekty prawne w Polsce
Zakup sztucznych ogni w Polsce jest legalny, jednak sprzedaż takich produktów osobom niepełnoletnim stanowi przestępstwo zagrożone grzywną, karą ograniczenia wolności albo pozbawienia wolności do lat 2. Używanie sztucznych ogni jest legalne przez cały rok, choć prawo to jest ograniczane w miejscach publicznych aktami prawa miejscowego. Ograniczenia mogą również dotyczyć określonych stref przestrzeni powietrznej, w których używanie sztucznych ogni bez uprzedniej zgody stanowi przestępstwo. Niemniej używanie sztucznych ogni może w określonych sytuacjach – zakłócania spokoju, porządku publicznego, spoczynku nocnego bądź też nieostrożnego obchodzenia się z takimi materiałami – wyczerpywać znamiona wykroczeń opisanych w kodeksie wykroczeń.
Posiadanie materiałów pirotechnicznych – w tym sztucznych ogni – podczas zgromadzeń jest wykroczeniem z kodeksu wykroczeń zagrożonym karą aresztu do 14 dni, karą ograniczenia wolności albo karą grzywny. Wnoszenie lub posiadanie takich materiałów podczas imprez masowych jest natomiast przestępstwem zagrożonym grzywną, karą ograniczenia wolności albo pozbawienia wolności od 3 miesięcy do lat 5.